# 1美分硬幣

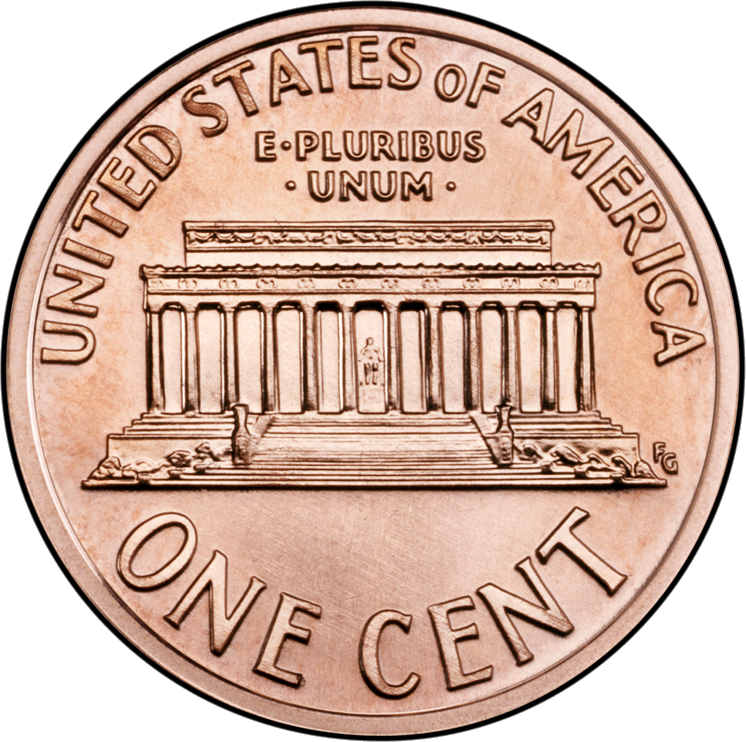
1959－2008年1美分硬币的背面

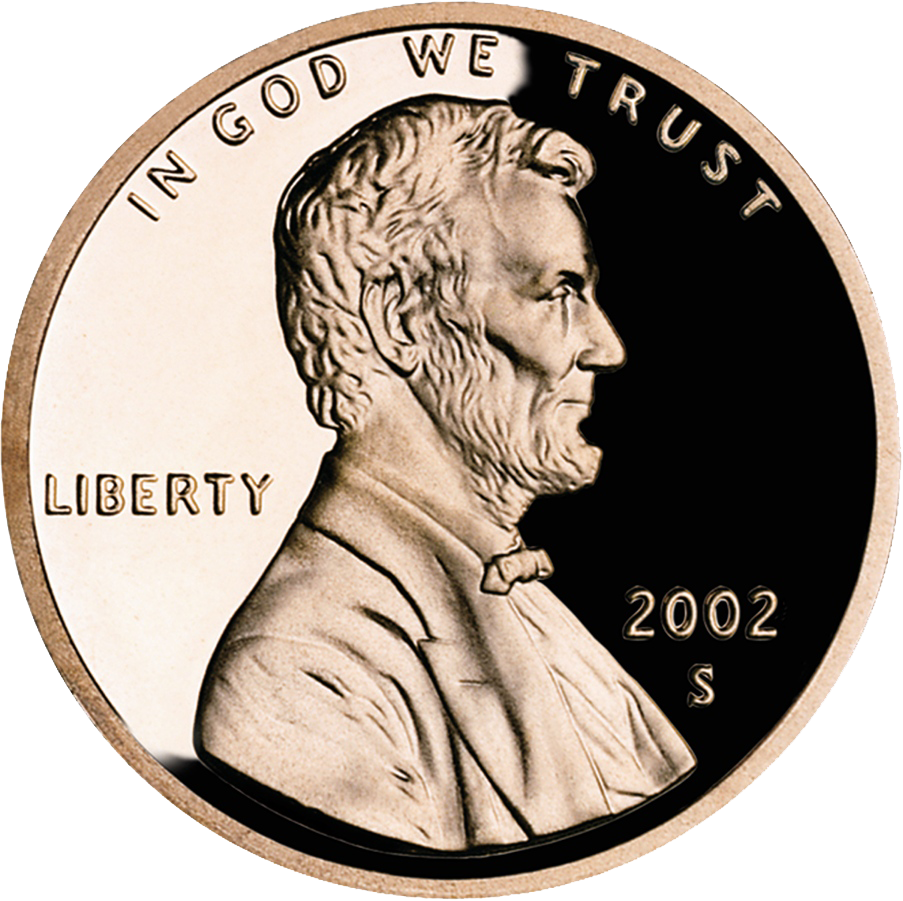
林肯一分鋼幣的正面

1美分硬幣（英語：one-cent coin）是美國的一種法定流通貨幣，通常也称作“便士”（英語：penny），符號為¢。美分是美元最小的使用单位，100美分相等於1美元。因其背面刻有林肯側面上身像，又被稱為林肯一分幣（美語則直呼為Lincoln Cent），簡稱林肯分。

## 發展歷史
1909年，正逢美利堅合眾國（以下簡稱美國）第16任總統亞伯拉罕·林肯誕生100周年之際，美國政府開始第一次鑄造由铜锌合金铸造的1美分硬幣，硬幣表面（obverse）在設計時選擇了林肯的側身人頭像，並開始發行，成為流通硬幣，這是美國有史以來流通最久的硬幣。
1973年後，美國廢除金本位以來，美元購買力曾大幅下跌。
2002年，美國共和黨從亞利桑那州選出的眾議員Jim Kolbe曾經提出法定貨幣現代化法案（Legal Tender Modernization Act）。2006年，Jim Kolbe再提出工業化國家貨幣改制法案（Currency Overhaul for an Industrious Nation Act），但都遭到眾議院否決。
2008年3月，鑄造一枚1美分硬幣的成本達1.7美分。
2010年11月，根據美國鑄幣局在出版的報告表示，由於金屬價格上漲，鑄造一枚1美分硬幣的成本更升至1.79美分，顯然不合乎成本效益。
2025年2月9日，唐納·川普總統表示，指示財政部長斯科特·貝森特停止鑄造一美分硬幣。

## 硬幣設計
最初在設計時，硬幣表面（obverse）選擇了林肯的側身人頭像，並鑄有「IN GOD WE TRUST」（我們信仰上帝）及「LIBERTY」（自由）的字樣。
硬幣的背面（reverse）鑄有金額及「UNITED STATES OF AMERICA」（美利堅合眾國）的字樣。在1959年以前背面是文字「ONE CENT」和「UNITED STATES OF AMERICA」。
1959年以後，硬幣的背面則改为了林肯纪念堂。

## 使用情況
技術上，零售業在銷售時會附加相關稅賦（依所在地的州屬各有不同），作為最後的稅後價格，會產生小數點後兩位的數字，消費者可以搭配25美分硬幣、10美分硬幣、5美分硬幣等一起使用。但實際上1美分硬幣的支付作用極有限，美國境內多數自動販賣機和公路收費亭（除伊利諾州外）均不接受1美分硬幣，就連海外美軍基地的陸空軍商品販售部（Army and Air Force Exchange Service）商店，所有商品價格亦俱捨入至最接近5美分。

## 法律規定
根據聯邦法規，故意毁坏一美分硬币的行为其實是非法的，有罰則。但在美国一些缺乏清洁的公共场所，可以见到被人乱扔磨损成铜板的分币。